# Buitenplaats Arnestein
Arnestein is een voormalig tolhuis, buitenplaats en boerenhofstede buiten Middelburg. In 1967 werd de boerderij Arnestein gesloopt om plaats te maken voor industriegebied. Dit industriegebied draagt nu de naam Arnestein.

## Geschiedenis
Middelburg werd gesticht op een plek waar drie hoofdwegen van Walcheren, de Noordweg, de Segeersweg en de Seisweg, bij elkaar kwamen. Hierlangs stroomde ook het riviertje de Arne, dat waarschijnlijk zijn oorsprong vond in de duinen bij het Oostkapelle. Als natuurlijke open verbinding met de zee ontstond er spoedig een haven in Middelburg. Voor tolheffing van het vaarverkeer werd er vlak voor Middelburg een tolhuis gebouwd, met een vierkante toren en twee wachthuisjes op de hoeken. Dit tolhuis was zeer waarschijnlijk Arnestein. Het riviertje en de haven begonnen echter te verzanden, waardoor het onbevaarbaar werd. Op 13 maart 1530 werd een octrooi verleend door Keizer Karel V voor het graven van een havenkanaal, dit kanaal kon vijf jaar later in gebruik genomen worden. De Arne, reeds afgedamd, veranderde in een moerassig gebied. Met de afdamming en verzanding van de Arne ging ook de functie van het tolhuis verloren.
Het gebouw werd echter omgebouwd tot buitenplaats, waarschijnlijk voor koopman Adriaen Hendriksz. ten Haeff, mede-oprichter van de VOC aan het begin van de 17e eeuw. In 1646 werd het landhuis geschilderd door Jan van Goyen. De eerste bekende eigenaar van Arnestein was Daniël Schorer in 1685. Vijvers en tuinen werden rondom het gebouw aangelegd. Rond 1753 werd de buitenplaats bewoond door Johan Guilielmus Schorer, toenmalige burgemeester van Middelburg.
In de 19e eeuw is de buitenplaats waarschijnlijk verkleind en tot 1869 bewoond geweest door Abraham Caland. Hij overleed op 11 april 1869. In 1870 werd de buitenplaats gesloopt, en werd er een nieuwe boerderij gebouwd die de naam Arnestein bleef dragen. Deze hofstede bleef in bezit van de familie Schorer, en werd bewoond door familie Volkers. In 1967 werd de boerderij gesloopt om plaats te maken voor de aanleg van het nieuwe industrieterrein Arnestein.